# Юлька
Юлька — радянський художній фільм 1972 року, знятий на Одеській кіностудії.

## Сюжет
Фільм присвячений учням професійно-технічного училища. Він розповідає про становлення характерів молодих людей, про те, як прищеплюється любов до обраної професії. Героїня фільму — шістнадцятирічна школярка Юля. Вона приваблива, трохи модниця, любить танці, музику. Навчається Юлька погано, через що у неї часті неприємності вдома і серйозні конфлікти з вчителями. До рішучих дій спонукало дівчину знайомство з Колею — розумним і енергійним юнаком, що прагне до самостійності, тому він віришив піти зі школи в ПТУ. Незважаючи на протести матері, Юлька поступає туди ж. В училищі організовують конкурс на кращого за професією. Щоб не відстати від інших, Юлька разом з Колею напередодні конкурсу пізно увечері виготовляє шпаклівку для вікон, яка у неї не виходила, в відведеному класі. Але виявилося, що їх хтось замкнув. Сторожиха, виявивши це, доносить директору. Юлю і Колю звинувачують в аморальній поведінці, і в результаті дівчину виключають з училища. На захист Юлі встають її друзі…

## У ролях
- Ірина Варлей — Юлька Похвалько
- Віктор Царьков — Коля Каталуп
- Сергій Проханов — Петро Дубовий
- Тетяна Куліш — Тамара
- Михайло Кузнецов — Єгор Семенович, директор ПТУ і вчитель фізики
- Раїса Недашківська — Валентина Романівна, майстер
- Ігор Стариков — Іван Федорович, майстер
- Майя Менглет — Наталія Миколаївна, мати Юльки
- Юрій Пузирьов — Володя, батько Юльки
- Віра Кузнєцова — бабуся Юльки
- Любов Кузнецова — Анна Михайлівна
- Лариса Удовиченко — Люська
- Андрій Нетребенко — Васьок, брат Юльки
- Алім Федоринський — Віктор
- Маргарита Пресич — Тетяна Михайлівна, викладач хімії
- Віктор Круль — епізод
- Ігор Єфімов — Тимофій Іванович, викладач в училищі

## Знімальна група
- Режисер — Костянтин Жук
- Сценарист — Євгенія Рудих
- Оператор — Олександр Полинников
- Композитори — Євген Геворгян, Андрій Геворгян
- Художник — Енріке Родрігес
- Режисер монтажу — Надія Яворська
- Редактор — Василь Решетников